# Association sportive des cheminots
L'Association sportive des cheminots est un club congolais de football  basé à Pointe-Noire.

## Histoire
Le club participe à la Coupe d'Afrique des vainqueurs de coupe 1983, puis à la Coupe des clubs champions africains 1996, et enfin à la Coupe de la CAF 1997.

## Palmarès
- Championnat du Congo (1)
  - Champion : 1995

- Coupe du Congo (2)
  - Vainqueur : 1982, 1984